# Ювентус (футбольный клуб, Ориндж-Уолк)
«Ювентус» (англ. Juventus, также распространено англ. Suga Boys Juventus) — белизский футбольный клуб из города Ориндж-Уолк, выступающий в Премьер-лиге Белиза. Основан 16 июля 1978 года. Домашние матчи проводит на арене «Ориндж-Уолк Пиплз Стэдиум», которая вмещает 3 000 зрителей. Пятикратный чемпион своей страны.

## История
«Ювентус» является самым титулованным футбольным клубом Белиза. Команда пять раз становилась победителем первенства страны по футболу, причём, единственная из всех, она смогла выиграть чемпионат четыре раза подряд: в сезонах 1995/96, 1996/97, 1997/98, 1998/99. Последняя победа в Премьер-лиге Белиза была в сезоне 2005. Начиная с 1991 года, 4 игрока «Ювентуса» становились лучшими бомбардирами данного турнира:
- Фелипе Морено (сезон 1992/93; 13 мячей);
- Норман Нуньес (сезон 1995/96; 9 мячей);
- Кристофер Хендрикс (сезон 1997/98; 11 мячей);
- Рудольф Флауэрс (сезон 2002/03; 8 мячей)[1].

Помимо выступлений в чемпионате Белиза «Ювентус» дважды принимал участие в Кубке обладателей кубков КОНКАКАФ: в 1996 году, где во втором раунде проиграл «Мунисипалю» по сумме двух матчей со счётом 3:5, и в 1997 году, когда проиграл в первом раунде клубу «Платенсе» из Гондураса.